# 가리노촌 (후쿠시마현)
가리노촌(苅野村)은 1956년까지 후쿠시마현 후타바군에 존재했던 촌이다. 1956년 5월 1일 가리노촌 및 나미에정, 오보리촌, 쓰시마촌 등 4개 정·촌이 합병하여 나미에정이 신설되고 폐지되었다.

## 역사
- 1889년 4월 1일 - 정촌제 시행과 함께 7촌이 합병해 시네하군 가리노촌이 성립하였다
- 1896년 4월 1일 - 시네하군과 나라하이 합병해 후타바군이 성립하여, 후타바군 가리노촌이 되었다.
- 1956년 5월 1일 - 가리노촌 및 나미에정, 오보리촌, 쓰시마촌 등 4개 정·촌이 합병하여 나미에정이 신설되고, 가리노촌 등은 폐지되었다.

## 행정
- 역대촌장

| 대 | 성명         | 취임         | 퇴임          | 비고                       |
| -- | ------------ | ------------ | ------------- | -------------------------- |
| 1  | 佐藤信一     | 1889. 7. 10. | 1901. 7. 4.   |                            |
| 2  | 猪狩忠朋     | 1901. 7. 5.  | 1913. 7. 5.   |                            |
| 3  | 佐藤信一     | 1913. 7. 6.  | 1919. 12. 14. | 재임(제1·3대 가리노촌장)   |
| 4  | 上野菊松     | 1920. 3. 4.  | 1928. 3. 3.   |                            |
| 5  | 岸博長       | 1928. 3. 28. | 1932. 3. 27.  |                            |
| 6  | 上野菊松     | 1932. 4. 14. | 1936. 4. 13.  | 재임(제4·6·8대 가리노촌장) |
| 7  | 熊上八郎     | 1936. 4. 14. | 1939. 5. 24.  |                            |
| 8  | 上野菊松     | 1939. 7. 20. | 1940. 2. 20.  | 삼임(제4·6·8대 가리노촌장) |
| 9  | 佐々木滋治郎 | 1941. 2. 20. | 1945. 2. 24.  |                            |
| 10 | 西貞蔵       | 1945. 4. 11. | 1946. 2. 20.  |                            |
| 11 | 苅宿俊風     | 1947. 4. 5.  | 1948. 12. 19. |                            |
| 12 | 岡高称       | 1949. 2. 16. | 1953. 2. 15.  |                            |
| 13 | 吉田孝七     | 1953. 2. 16. | 1956. 4. 30.  |                            |

## 참고 문헌
- 『浪江町史』（福島県双葉郡浪江町、1974）
- 『浪江町近代百年史』第一集（浪江町郷土史研究会、1984）